# PXI
PXI (англ. PCI eXtension for Instrumentation) — стандарт модульного измерительного оборудования. Основан на компьютерной шине передачи данных PCI (PCI Express для PXIe), что отражено в названии. От промышленных компьютеров с возможностью установки плат сбора данных PXI отличают конструктив Евромеханика (унаследованный от стандарта CompactPCI), а также специализированные шины синхронизации (тактирования) и триггерных сообщений.

## История
Стандарт разработан и представлен в 1997 году компанией National Instruments как коммерческий продукт, а также комплект открытых спецификаций, что повлекло формирование альянса производителей контрольно-измерительного оборудования, работающих в данном стандарте (PXI System Alliance). На январь 2015 альянс насчитывает 68 компаний.
В 2005 году была представлена спецификация PXI Express, основанная на шине PCI Express.  Последовательная шина потребовала изменения конструкции разъёмов подключаемых модулей, что повлекло определённые проблемы совместимости с ранее выпущенными модулями. Для преодоления этих трудностей были предложены комбинированные шасси (в которых часть слотов была нового стандарта PXIe, а другая часть — PXI), а также гибридные, к которым могли подключаться как модули PXIe, так и совместимые PXI-модули (однако ранее выпущенные модули с таким разъёмом были несовместимы).

## Описание
Стандарт PXI (здесь и далее, если не указано иного, под PXI следует понимать в общем как PXI так и PXI Express) в плане конструктива является наследником стандарта CompactPCI и обратно совместим с ним. Применяются модульные шасси формата Евромеханика с высотой модулей 3U и 6U. В основе системы — шасси для установки контроллера управления и измерительных модулей.

### Шасси
Шасси обеспечивает электропитание, охлаждение модулей, содержит шину передачи данных, шину синхронизации и шину триггерных сообщений. Шасси отличаются размерами (количеством слотов для модулей), пропускной способностью шины передачи данных (133 МБ/с для PXI, до 12 ГБ/с для PXIe), мощностью блока питания и производительностью системы охлаждения. Также существуют шасси с уникальными особенностями, к примеру, резервированием источников питания с возможностью горячей замены или пониженным шумом системы охлаждения. Шасси для модулей высотой 3U содержат от 3 до 17 слотов.

### Контроллеры
Контроллер, как и вся платформа, построен на стандартных компьютерных компонентах. Встраиваемые контроллеры основаны на процессорах архитектуры x86 производства Intel и AMD, памяти SO-DIMM, накопителях 2,5 дюйма HDD или SSD и т. д. Таким образом, контроллер способен функционировать под управлением настольных версий операционных систем Windows и Linux, поддерживает стандартную компьютерную периферию, устройства ввода-вывода. Кроме того, на контроллер может быть установлена ОС реального времени. Контроллеры отличаются по типу шины (PXI или PXIe), уровню производительности, пропускной способности шины (до 24 ГБ/с).
Существует класс так называемых внешних контроллеров, по сути представляющих интерфейс PCI-PXI для подключения шасси к линиям PCI внешнего ПК. Представляет собой комплект из платы, устанавливаемой в слот контроллера PXI, ответной платы, устанавливаемой в разъём PCI/PCI Express управляющего ПК и кабеля связи. Такие внешние контроллеры различаются по типу шины компьютера/шасси (например, компьютер со слотом PCI Express может управлять шасси с «простой» PXI-шиной, но не наоборот), пропускной способностью (до 5,6 ГБ/с) и типом и длиной кабеля связи (медный или волоконно-оптический).
Контроллеры разных типов имеют свои преимущества и недостатки. Встраиваемый контроллер позволяет использовать PXI-систему как самостоятельное интегрированное устройство, однако их ассортимент и их вычислительные возможности ограничены, а стоимость выше, чем у внешних. Внешний контроллер означает необходимость использовать систему PXI только совместно с управляющим компьютером, что увеличивает габариты и снижает мобильность, однако такие контроллеры в среднем дешевле, не ограничивают выбор конфигурации управляющего компьютера и его вычислительную производительность (многоядерные, многопроцессорные системы, системы, применяющие видеокарты для многопоточных вычислений общего назначения и т. п.).

### Модули
Измерительные модули формата PXI насчитывают более 1500 моделей, производимых членами PXI System Aliance, а также компаниями, не входящими в альянс, так как спецификации стандарта открыты. Включают модули для измерения/формирования сигналов от постоянного тока до 27 ГГц, модули согласования сигналов, цифрового ввода-вывода, программируемые источники питания, модули управления приводами, фрейм-грабберы, модули промышленных и специализированных протоколов и т. д.